# 星野遺跡
星野遺跡（ほしのいせき）は、栃木県栃木市星野山口付近の、足尾山塊から発する永野川左岸の山口台地に位置する後期旧石器時代から縄文時代にかけての複合遺跡である。1966年（昭和41年）2月15日に栃木市指定史跡に指定されている。

## 概要
遺跡は永野川左岸に位置し、田畑等の地表面には縄文時代の遺物が分布している。永野川に沿って同様の遺跡が他にも散在している。
旧石器時代の石器に似た遺物が耕作中に発見されたのをきっかけに、1965年（昭和40年）から1978年（昭和53年）まで5次にわたって東北大学教授の芹沢長介らにより発掘調査が行なわれた。発掘調査の結果、原人が活動した前期旧石器時代の約8万年前の遺跡として発表されたが、石器とされたものは自然石の可能性が高く、多くの問題点が残った。
厳密には旧石器時代遺跡の新発見がなされた場所ではなく、その探索が初めて行なわれた記念碑的な遺跡と、現在では考えられている。

## 発見の経緯
地元の税理士であった斎藤恒民（2007年死去）は、かねてより考古学に興味があり、永野川沿いの縄文時代遺跡や貝塚、ローム層中の遺物等を収集・調査していた。
1965年（昭和40年）ごろ、栃木市星野山口付近で、日本では産出したことのない、チャート製ルバロワ石核に似た石塊を発見し、これがきっかけとなり、東北大学の研究グループと栃木市教育委員会等の合同調査が、以後1977年（昭和52年）まで続いた。
芹沢長介が調査したのは、山口台地南端とその奥の後背山地の麓に第1・4地点と第2・3地点である。このうちの第3地点がルヴァロワ型石核状の石塊が採集された場所に近くA～Fの6つのトレンチが設けられた。なかでもEトレンチでは地表下14メートルまでの間に13層にも及ぶ土層が検出された。
地表下2.5メートル付近に鹿沼軽石層が約2メートルの厚さで存在した。この鹿沼軽石層より上の第1～4文化層と下の第5～13文化層とに大別される。前期旧石器層として注目されるのは下層の文化層である。
鹿沼軽石層は、南関東の立川ローム基底部に相当、約3万年前の降下堆積物と認定された。そこからは膨大な量の「珪岩製旧石器」が出土した。チョッパー（Chopper）・尖頭器・スクレイパー（Scraper）・小形彫刻刀・鋸歯縁石器・錐・小形台形石器・石核・剥片などで、かなり精巧な作りを示している。鹿沼土層直下から動物の足跡、また第6層直下から柱穴をもつ小形の住居跡らしい遺構も発見された。
調査地は、珪岩を伴う崖錐性堆積物から成り、石器とされるものも自然の営為（偽石器）による所産と結論づけられた。「珪岩製前期旧石器論争」の一部である。堤隆（明治大学研究員）は、第8層以下で出土した石器とされたものは、全て自然石の偽石器と見ている。
谷倉山の沢の一つが通り、室町時代に山越えの道があったとされる林道の山口沢線・寒沢線の合流点で、崩れた山土が堆積している箇所では、深い所まで調査用の坑が掘られて詳細に調査された。しかし、ここからは「次々に明確な石器が発見される」と言ったような「奇跡」は起こらず、芹沢らは、更に明確な証拠を求めて、別の場所へ移っていった。旧石器捏造事件が起こる、ずっと前の事である。なお現在、この調査坑を記念して、調査坑の場所に星野遺跡地層たんけん館と憩の森が建設されている。
その後ここでは、幹線道路の整備、遺跡付近の道路の舗装、遺跡記念公園の整備、近くの永野川の護岸工事、川岸の公園の建設、私設のキャンプ場の建設などが行われた。しかし工事の際、残土の中から、新しい時代の石器はみつかるものの、旧石器時代の遺物が出土したとの話はなかった。また、遺物の表採に熱意を持つ、地元の天体の彗星捜索家が、ずいぶん地表をたんねんに見て歩いた。しかし縄文時代の遺物が多数発見されたものの、斎藤が見つけたような、旧石器時代のものが有ったとは語っていない。よってここでは旧石器の遺物は、あったとしても、極めて数は少ないのだろうと現在では考えられている。

## 星野遺跡記念館
芹沢の調査後も斎藤恒民は現地に留まり、1985年（昭和60年）に私費で星野遺跡記念館を建設した。記念館は、2007年（平成19年）の斎藤の死後は休館となっていたが、2017年（平成29年）に遺族から栃木市に寄贈され、星野遺跡記念公園の施設として整備を経て2021年（令和3年）4月29日に再開館した。

## アクセスポイント
JR両毛線・東武日光線栃木駅よりふれあいバス「星野・出流行き」に乗車、「星野遺跡」バス停で下車する。遺跡記念館と遺跡公園の前に、バス停がある。
車の場合は、東北自動車道の栃木ICで降り、左折して栃木県道32号栃木粕尾線を尻内方面へ向かう。最近、直進して12分ほどで星野に着く新道が開通した。新道は歩道が広く、自転車道としても使用できる。